# Мандельброт, Бенуа
Бенуа́ Мандельбро́т (фр. Benoît B. Mandelbrot, при рождении Мандельбройт; 20 ноября 1924, Варшава — 14 октября 2010, Кембридж) — французский и американский математик, создатель фрактальной геометрии. Лауреат премии Вольфа по физике (1993).

## Биография
Родился в Варшаве в 1924 году в семье литовских евреев. Его мать, Белла Лурье, была врачом; отец, Карл Соломонович Мандельбройт (?—1951) — галантерейщиком. В 1936 году вся семья эмигрировала во Францию и поселилась в Париже. Здесь Мандельброт попал под влияние своего дяди Шолема Мандельбройта, известного парижского математика, члена группы математиков, известной под общим псевдонимом Николя Бурбаки.
После начала Второй мировой войны Мандельброты бежали на свободный от немецкой оккупации юг Франции, в город Тюль. Там Бенуа пошёл в школу, но вскоре потерял интерес к учёбе.
У Мандельброта открылся необычный математический дар, который позволил ему сразу после войны стать студентом Политехнической школы Парижа. Мандельброт обладал великолепным пространственным воображением. Даже алгебраические задачи он решал геометрическим способом. Оригинальность его решений позволила ему поступить в университет.
Окончив университет, переехал в США, где окончил Калифорнийский технологический институт. По возвращении во Францию получил докторскую степень в Университете Парижа в 1952 году. В 1955 году женился на Альетт Каган (Aliette Kagan) и переехал в Женеву.
В 1958 году окончательно поселился в США, где приступил к работе в научно-исследовательском центре IBM в Йорктауне, поскольку IBM в то время занималась интересными Мандельброту областями математики.
Работая в IBM, ушёл далеко в сторону от чисто прикладных проблем компании. Работал в области лингвистики, теории игр, экономики, аэронавтики, географии, физиологии, астрономии, физики. Мандельброту нравилось переключаться с одной темы на другую, изучать различные направления.
Исследуя экономику, Мандельброт обнаружил, что произвольные внешне колебания цены могут следовать скрытому математическому порядку во времени, который не описывается стандартными кривыми.
Мандельброт занимался изучением статистики цен на хлопок за большой период времени (более ста лет). Колебания цен в течение дня казались случайными, но Мандельброт смог выяснить тенденцию их изменения, проследив симметрию в длительных колебаниях цены и колебаниях кратковременных. Это открытие оказалось неожиданностью для экономистов. По сути, Мандельброт применил для решения этой проблемы зачатки своего рекурсивного (фрактального) метода.
В 1967 году Мандельброт опубликовал свою работу Какова длина побережья Великобритании? — первое исследование фракталов. Понятие «фрактал» придумал сам Бенуа Мандельброт (от лат. fractus, означающего «сломанный, разбитый»). Используя находящиеся в его распоряжении компьютеры IBM, Мандельброт создал графические изображения, сформированные на основе множества Мандельброта. По словам математика, он не чувствовал себя изобретателем, несмотря на то, что никто до него не создавал ничего подобного.
Умер 14 октября 2010 года в Кембридже (Массачусетс, США), в возрасте 85 лет, по сообщению жены, от рака поджелудочной железы.

## Галерея фракталов
|  |  |  |  |  |
|  |  |  |  |  |
|  |  |  |  |  |

## Награды и почётные звания
- Почётный преподаватель Йельского Университета
- Баттельский член Тихоокеанской северо-западной национальной лаборатории
- Член Норвежской академии наук
- Медаль Барнарда (1985)
- Медаль Франклина (1986)
- Премия Харви (1989)
- Кавалер ордена Почётного легиона (1990)
- Медаль Невады (1991)
- Шрёдингеровская лекция (Имперский колледж Лондона) (1991)
- Премия Вольфа (1993)
- Премия Хонда (1994)
- Медаль Джона Скотта (1999)
- Медаль Льюиса Фрая Ричардсона (2000)
- Премия Уильяма Проктера за научные достижения (2002)
- Премия Японии (2003)
- Офицер ордена Почётного легиона (2006)

В честь Бенуа Мандельброта назван астероид (27500) Мандельброт.

## Книги
- Мандельброт Б. Фрактальная геометрия природы = The Fractal Geometry of Nature. — М.: Институт компьютерных исследований, 2002. — 656 с. — ISBN 5-93972-108-7.
- Мандельброт Б., Хадсон Р. (Не)послушные рынки: фрактальная революция в финансах = The Misbehavior of Markets. — М.: «Вильямс», 2006. — 400 с. — ISBN 0-465-04355-0.
- Мандельброт Б. Фракталы и хаос. Множество Мандельброта и другие чудеса // Бенуа Мандельброт. — Ижевск: НИЦ «Регулярная и хаотическая динамика», 2009. — 392 с.
- Мандельброт Б. Фракталы, случай и финансы // Бенуа Мандельброт. — М.—Ижевск: НИЦ «Регулярная и хаотическая динамика», 2004. — 256 с.

## Статьи
- Mandelbrot, B. (1959) Variables et processus stochastiques de Pareto-Levy, et la repartition des revenus. Comptes Rendus Acad. Sci. Paris, 249, 613—615.
- Mandelbrot, B. (1960) The Pareto-Levy law and the distribution of income. International Economic Review, 1, 79-106.
- Mandelbrot, B. (1961) Stable Paretian random functions and the multiplicative variation of income. Econometrica, 29, 517—543.
- Mandelbrot, B. (1964) Random walks, fire damage amount and other Paretian risk phenomena. Operations Research, 12, 582—585.

## Интересные факты
Инициал «Б» в имени Бенуа Б. Мандельброт, не является сокращением никакого конкретного имени, что породило шутку о том, что «Б» означает Бенуа Б. Мандельброт, делая его имя рекурсивным фракталом.
Джонатан Колтон, американский автор и исполнитель, посвятил Бенуа Мандельброту песню «Множество Мандельброта» (англ. Mandelbrot Set) песню, один из куплетов которой звучит так:
Мандельброт на небесах.
Он велел нам выбираться из хаоса,
Он дал нам надежду, когда надежд не оставалось.
Его геометрия побеждает там, где другие сдаются.
Поэтому, если вы когда-нибудь потеряетесь,
Бабочка взмахнет крыльями За миллион миль от вас,
И маленькое чудо приведет вас домой.